# Artère métatarsienne plantaire
Les artères métatarsiennes plantaires (ou artères interosseuses plantaires) sont quatre artères du membre inférieur situées au niveau de la plante du pied.

## Origines
La première artère métatarsienne plantaire nait de l'arcade plantaire profonde à sa jonction avec l'artère dorsale du pied.
Les deuxième, troisième et quatrième artère métatarsienne plantaire nait de l'arcade plantaire profonde au niveau des espaces interosseux métatarsiens correspondants.

## Trajet
Les artères métatarsiennes plantaires cheminent au niveau de l’espace interosseux correspondant, appliquées sur les muscles interosseux plantaires et recouvertes  par les tendons des muscles fléchisseurs des orteils et les muscles lombricaux du pied.

## Terminaisons
Chaque artère métatarsienne plantaire se termine en un rameau perforant dorsal qui rejoint l'artère métatarsienne dorsale correspondante, et en une artère digitale plantaire commune.